# Вахаба, Магали
Магали Вахаба (ивр. מגלי והבה‎, араб. مجلي وهبي‎, р. 12 февраля 1954) — израильский политик друзского происхождения. Член правительственных кабинетов Израиля в 2005—2006 и 2007—2009 годах, депутат кнессета 16—18 созывов от партий «Ликуд», «Кадима» и «Ха-Тнуа». Первый друз, исполнявший обязанности председателя кнессета и президента Израиля.

## Биография
Магали Вахаба родился в 1954 году в друзской деревне Бейт-Джан в Верхней Галилее. Проходил службу в Армии обороны Израиля, уволен в запас в звании подполковник (сган-алуф). Окончил Еврейский университет в Иерусалиме с первой степенью по истории ислама, затем получил вторую степень по современной истории Ближнего Востока в Хайфском университете.
В 1996 году Вахаба занял должность контролёра безопасности дорожного движения в министерстве транспорта Израиля. В этом же году он был переведён на должность помощника министра национальной инфраструктуры Израиля, которую занимал до 1999 года, одновременно с 1998 года являясь старшим политическим советником министерства иностранных дел. Руководителем обоих министерств в этот период был Ариэль Шарон. С 1999 по 2002 год Вахаба занимал пост генерального директора министерства регионального сотрудничества Израиля.

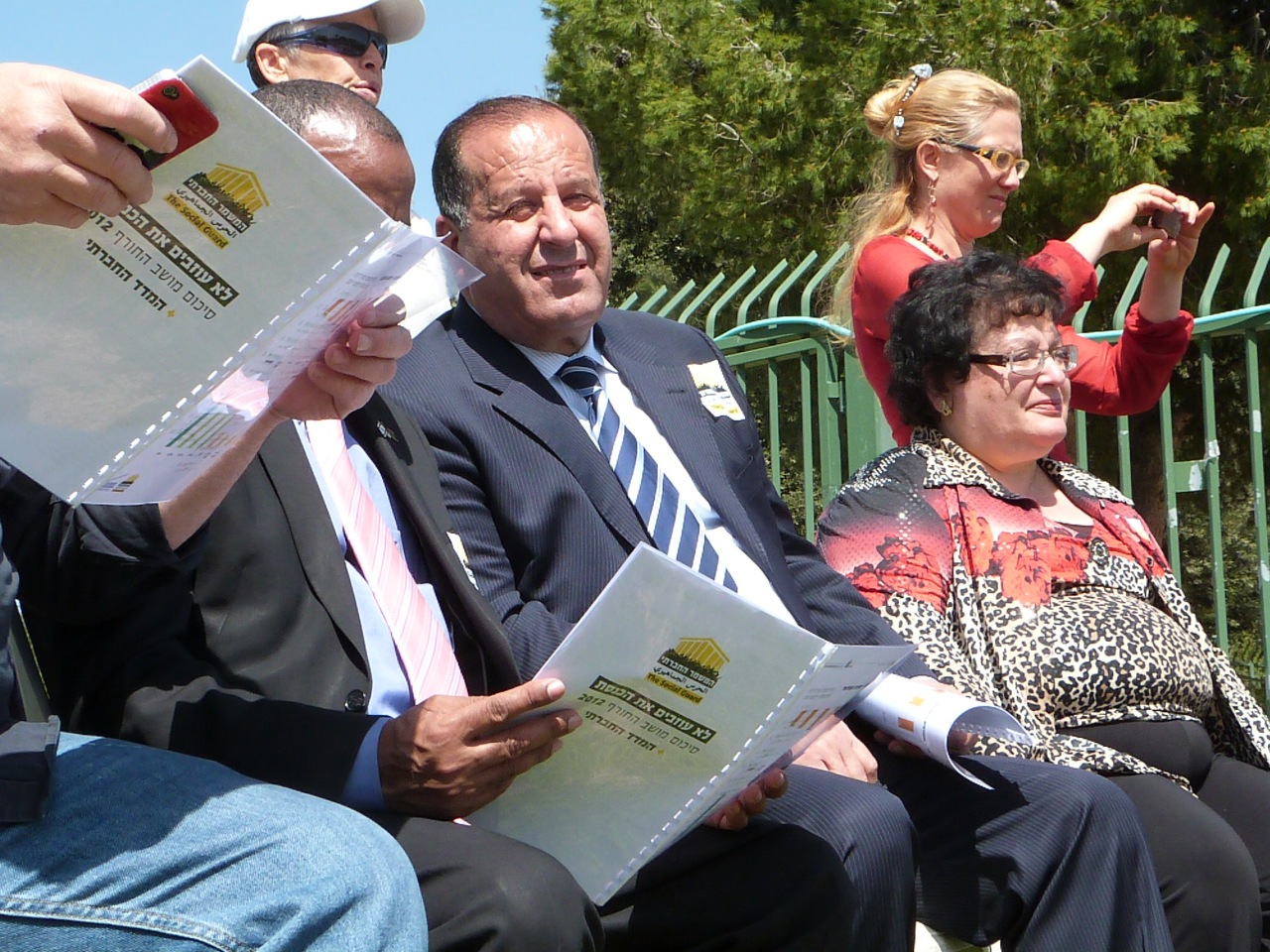
Магали Вахаба (в центре) и Марина Солодкина в 2005 году

В марте 2003 года Вахаба был избран в кнессет от партии «Ликуд». В кнессете входил в состав комиссии по иностранным делам и обороне, комиссии по образованию и культуре и совместной комиссии по оборонному бюджету. В марте 2005 года он был назначен заместителем министра в министерстве главы правительства, а в июне, оставив этот пост, стал заместителем министра образования, культуры и спорта. Когда в ноябре 2005 года в результате конфликта вокруг плана одностороннего размежевания произошёл раскол во фракции «Ликуда», Вахаба оказался одним из 14 членов кнессета во главе с премьер-министром Шароном, сформировавших новую фракцию «Кадима».
В 2006 году Вахаба был избран в кнессет 17-го созыва от партии «Кадима» и стал заместителем председателя кнессета, членом финансовой комиссии, комиссии по внутренним делам и защите окружающей среды и комиссии по обращениям граждан, а также возглавил подкомиссию по вопросам условий труда членов кнессета. В феврале 2007 года, когда председатель кнессета Далия Ицик, исполнявшая также обязанности президента Израиля, покинула страну с зарубежным визитом, Вахаба стал первым друзом в истории Израиля, занявшим оба этих поста. В конце октября 2007 года он был назначен заместителем министра иностранных дел Израиля и занимал этот пост до окончания работы 31-го правительства Израиля в марте 2009 года. Помимо этого, в кнессете 17-го созыва он возглавлял лобби друзских и черкесских общин Израиля и входил в состав лобби за еврейско-арабское сосуществование.
Будучи избран от партии «Кадима» в кнессет 18-го созыва, Вахаба остался с ней в оппозиции к новому правительству Биньямина Нетаньяху. В новом составе кнессета он входил в финансовую комиссию, был временным членом комиссии по иностранным делам и обороне, членом совместной комиссии по бюджету кнессета и следственно-парламентской комиссии по вопросу принятия арабов на государственную службу, а также членом ряда парламентских лобби. В декабре 2012 года вследствие раскола во фракции «Кадима» в кнессете Вахаба оказался одним из депутатов, перешедших в новую фракцию, сформированную Ципи Ливни.
В кнессет 19-го созыва «Ха-Тнуа» во главе с Ципи Ливни сумела провести шестерых депутатов, в число которых Вахаба не попал. В дальнейшем он занял пост представителя Парламентской ассамблеи Средиземноморья в ООН. Магали Вахаба женат, у него четверо детей.